# Chaboksar
Chāboksar (farsi چابکسر) è una città dello shahrestān di Rudsar, circoscrizione di Chaboksar, nella provincia di Gilan. Aveva, nel 2006, una popolazione di 7.891 abitanti. Si trova sulla costa del mar Caspio a nord-ovest di Ramsar.